# فرودگاه ماریاهام
فرودگاه ماریاهام (به انگلیسی: Mariehamn Airport) (به زبان بومی: Mariehamns flygplats) یک فرودگاه همگانی مسافربری با کد یاتا MHQ است که یک باند فرود آسفالت دارد و طول باند آن ۱۹۰۳ متر است. این فرودگاه در شهر ماریهام کشور فنلاند قرار دارد و در ارتفاع ۵ متری از سطح دریا واقع شده‌است.